# Costantino Cefala
Costantino Cefala (fl. X secolo) è stato un poeta e letterato bizantino che all'inizio del X secolo costituì un'ampia raccolta di epigrammi su cui si è basata la compilazione della celebre antologia Palatina, opera di eruditi bizantini della fine del X secolo.
Di lui poco o nulla si sa oltre al suo nome. Fu protopapa a Costantinopoli nel 917. L'identificazione, proposta da Johann Jakob Reiske, con il poeta di corte Costantino Rodio è dubbia.
La sua attività sembra da collegarsi a quella di una "scuola della Chiesa Nuova" (di cui pure poco si sa), attiva a Costantinopoli a partire dall'epoca di Basilio I (fine IX secolo).